# Izaak Dembo
Izaak Wulfowicz Dembo, ros. Исаак Вульфович Дембо (ur. 1863 w Poniewieżu, zm. 1889 w Zurychu) – rosyjski rewolucjonista i zamachowiec.
Początkowo pracował jako farmaceuta. Należał do Narodnej Woli i uczestniczył w nieudanym zamachu na Aleksandra III. Razem z Antonim Gnatowskim uniknął kary za to przestępstwo i założył z nim w 1884 r. małą grupę rewolucyjną w Wilnie. Został śmiertelnie ranny w czasie prób ze środkami wybuchowymi z panklastytem na górze Peterstobel w Zurychu, przygotowując zamach na cesarza niemieckiego Wilhelma II. Zmarł w szpitalu..